# Kościół Matki Bożej Bolesnej w Nowym Sączu
Kościół Matki Bożej Bolesnej w Nowym Sączu – rzymskokatolicki kościół parafialny należący do parafii pod tym samym wezwaniem (dekanat Nowy Sącz Wschód diecezji tarnowskiej).
Jest to świątynia wzniesiona w latach 1957–1961 według projektu architekta Tadeusza Brzozy. Budowa została zwieńczona poświęceniem kościoła w dniu 6 października 1961 roku przez biskupa pomocniczego Karola Pękalę. Budowla jest murowana, obłożona kamieniem, trójnawowa, bazylikowa. Aranżacja wnętrza została wykonana przez Witolda Popławskiego i Bronisława Chromego. Na ścianie ołtarzowej umieszczona jest Pietà, wykonana przez Bronisława Chromego. Po obydwu stronach nawy głównej znajduje się poczet świętych polskich w hołdzie dla Piety tworzony przez świętych i błogosławionych polskich, zaprojektowany przez Bronisława Chromego i wykonany przez rzeźbiarzy: Stefana Borzęckiego i Mariana Kiełbasę. Chrzcielnicę ze scenami z pierwszej pielgrzymki Ojca Świętego Jana Pawła II do Polski zaprojektował Bronisław Chromy.